# Tassira
 (novembre 2013).
Tassira (en kabyle Tasirra, en Tifinagh ⵜⴰⵙⵉⵔⵔⴰ, en arabe تسيرة) est un village de la commune de Tamokra située dans la  wilaya de Béjaïa, dans la tribu des Aït Aïdel, dans la région de Petite Kabylie en Algérie.

## Géographie

### Relief
Tassira est le plus haut village de la confrérie des Aït Aidel; il s’étend sur une crête rocheuse a plus de 900 m d’altitude, il coiffe la montagne d'un village cinq fois centenaire et surplombé d'un minaret
Ses pentes sont abruptes et ses ravins profonds, la crête s'étend sur quelques dizaines de mètres du Sud au Nord puis plonge vers Bouthouab et Bicher, et se découpe en deux crêtes descendant de la montagne et formant le ravin de Sioukh Syux 

### Localisation
Tassira se situe au nord de la vallée de Tichy Haf, surplombant les quartiers Aït El Mehdi, Aït El Ouadheh, Iguer Oufrag et Loudha Iherkan du village de Tamokra, au sommet de la première des trois crêtes qui surplombent Tamokra à partir de l'est.
L’ancien village, bâti sur un rocher, s’étend le long de la crête du sud au nord, et le nouveau village, d'est en ouest, sur la crête qui relie Tassira à Adrar Iwoulane

## Toponymie
Tasirra (dont Tassira n'est que la retranscription française) serait un terme kabyle désignant un grand rocher sacré auquel les locaux vouaient un culte. Bien souvent en Kabylie, les rochers du nom de tasirra sont pourvus d'inscriptions libyques.
Il existe plusieurs villages en Kabylie portant le nom Tassira, mais l'origine du nom serait grecque, Tassira serait la dernière fille d'un souverain berbère nommé « Aghilas », ancêtre des Aït Waghlis.

## Économie

## Sources, notes et références
↑ Wilaya de Béjaïa :http://www.ons.dz/collections/w06_p2.pdf. Données du recensement général de la population et de l'habitat de 2008 sur le site de l'ONS.